# Шеманиха (селище)
Шеманиха (рос. Шеманиха) — селище в Краснобаковському районі Нижньогородської області Російської Федерації.
Населення становить 1253 особи. Входить до складу муніципального утворення Шеманихинська сільрада.

## Історія
Від 2009 року входить до складу муніципального утворення Шеманихинська сільрада.

## Населення
| 2002 | 2010  |
| ---- | ----- |
| 1578 | ↘1253 |